# قاعدة جمال عبد الناصر الجوية
تُعد قاعدة جمال عبد الناصر الجوية إحدى القواعد الجوية الاستراتيجية في ليبيا، وتقع في موقع حيوي جنوب مدينة طبرق، بالقرب من الحدود الشرقية للبلاد. سُمّيت القاعدة بهذا الاسم تكريمًا للزعيم المصري جمال عبد الناصر، وتُعد من أبرز منشآت القوات الجوية الليبية، حيث لعبت دورًا مهمًا في تأمين الأجواء الليبية والمشاركة في العمليات الجوية على مر العقود. وتاريخيًا، ارتبطت القاعدة بوجود عدد كبير من الطائرات المقاتلة، وخاصة طائرات ميراج F.1ED الفرنسية الصنع، مما يعكس أهميتها العسكرية في هيكل الدفاع الجوي الليبي.
قبل 31 مارس 1970، كانت القاعدة تُعرف باسم محطة سلاح الجو الملكي في العدم، نسبة إلى بلدة العدم القريبة، وقد استخدمها سلاح الجو الملكي البريطاني بشكل رئيسي كمحطة توقف وتموين للطائرات. وقبل اندلاع الحرب العالمية الثانية، كانت القاعدة تابعة لسلاح الجو الإيطالي، ولا تزال بعض مباني تلك الحقبة قائمة حتى عام 2003، حين زارها عدد من أفراد سلاح الجو الملكي السابقين، ولم تُشاهد حينها أي طائرات عسكرية في الموقع.
في 7 فبراير 1952، استخدمت شركة الطيران البريطانية BOAC القاعدة كمحطة تزود بالوقود للطائرة التي كانت تنقل الملكة إليزابيث الثانية أثناء عودتها من عنتيبي إلى لندن.[بحاجة لمصدر]وفي عام 1994، نُقل حطام طائرة ليدي بي جود، وهي قاذفة أمريكية من طراز B-24 تحطمت في عمق الصحراء الليبية خلال الحرب العالمية الثانية عام 1943، إلى القاعدة الجوية بواسطة فريق ليبي بقيادة الدكتور فاضل علي محمد، الذي أوكلت إليه مهمة استرجاع الحطام من أجل حفظه. ولا تزال بقايا الطائرة محفوظة في القاعدة حتى اليوم.

## الحرب العالمية الثانية
أُعيد تشييد المهبط بشكل كبير في عام 1942 من قبل سلاح الجو الملكي البريطاني (RAF)، وبدأ استخدامه بشكل عملي في 12 ديسمبر 1942. وقد استُخدم خلال الحرب العالمية الثانية من قبل سلاح الجو الملكي البريطاني وسلاح الجو الأمريكي التابع للجيش (USAAF) ضمن حملة شمال أفريقيا ضد قوات المحور.
وحدات سلاح الجو الملكي البريطاني التي استخدمت القاعدة:
- حديقة مخازن الطائرات رقم 31 (8 مارس – 10 أبريل 1941)
- مقر الجناح رقم 262 (11–20 ديسمبر 1941)
- مقر الجناح رقم 258 (من 12 ديسمبر 1941 حتى تاريخ غير محدد، ومن 3 فبراير 1942 حتى تاريخ غير محدد)
- السرب رقم 2 التابع لسلاح الجو الملكي الأسترالي (19–21 ديسمبر 1941، 2–3 فبراير 1942، 15–17 فبراير 1942)
- حديقة مخازن الطائرات رقم 33 (23 ديسمبر 1941 – 31 يناير 1942)
- وحدة الإصلاح والإنقاذ رقم 53 (26 ديسمبر 1941 – فبراير 1942)
- السرب رقم 80 لسلاح الجو الملكي (28 ديسمبر 1941 – 3 فبراير 1942)
- وحدة الإنقاذ البحري الجوي (10–31 يناير 1942)
- السرب رقم 73 لسلاح الجو الملكي (3–18 فبراير 1942، 20–27 مايو 1942، 17–28 نوفمبر 1942)
- السرب رقم 94 لسلاح الجو الملكي (15–17 فبراير 1942)
- مقر المجموعة رقم 211 (من 12 مارس حتى تاريخ غير محدد سنة 1942)
- رحلة اتصالات المجموعة رقم 211 (20 أبريل 1942 – 17 سبتمبر 1943)
- السرب رقم 267 لسلاح الجو الملكي (أغسطس 1942 – يناير 1943)
- مقر الجناح رقم 243 (من 17 نوفمبر حتى تاريخ غير محدد)
- السرب رقم 33 لسلاح الجو الملكي (18–28 نوفمبر 1942)
- السرب رقم 117 لسلاح الجو الملكي (19 نوفمبر 1942 – 9 يناير 1943)
- السرب رقم 213 لسلاح الجو الملكي (20–25 نوفمبر 1942)
- السرب رقم 238 لسلاح الجو الملكي (20–25 نوفمبر 1942)
- نقطة التوقف المرحلية رقم 12 (8 مارس 1943 – 1 أغسطس 1945)
- مقر الجناح رقم 7 التابع لسلاح الجو الجنوب أفريقي (17 أبريل – 18 مايو 1943)
- السرب رقم 2915 من فوج سلاح الجو الملكي (مايو 1943 – تاريخ غير محدد في الأربعينيات)
- السرب رقم 47 لسلاح الجو الملكي (14–25 نوفمبر 1943)
- مقر الجناح رقم 240 (28 ديسمبر 1943 – 4 فبراير 1944)
- السرب رقم 178 لسلاح الجو الملكي (1 يناير – 1 مارس 1944)
- السرب رقم 462 لسلاح الجو الملكي (1 يناير – 15 فبراير 1944)
- السرب رقم 336 لسلاح الجو الملكي (31 يناير – 5 مارس 1944، 15 يوليو – 16 سبتمبر 1944)
- رحلة المراقبة الجوية رقم 1900 (15 يناير – 1 يوليو 1952)
- السرب رقم 249 لسلاح الجو الملكي (11 مارس – 3 مايو 1957)
- رحلة تجارب “سويفتر” (يناير – يوليو 1960)
- الرحلة رقم 1564 (1 مايو 1969 – 31 مارس 1970)
- السرب رقم 1 من فوج سلاح الجو الملكي

وحدات سلاح الجو الأمريكي التي استخدمت القاعدة (القوة الجوية التاسعة):
- مجموعة النقل الجوي رقم 316، من 10 ديسمبر 1942 حتى يناير 1943، باستخدام طائرات دوغلاس C-47 سكاي ترين.
- السرب القاذف رقم 379 (ضمن مجموعة القصف رقم 310)، من 2 إلى 26 نوفمبر 1943، باستخدام طائرات نورث أمريكان B-25 ميتشل.

وقد كانت هذه الوحدات الأمريكية تحت إشراف الجناح رقم 235 التابع لسلاح الجو الملكي.